# ロブ・ハインソー
ロブ・ハインソー（Rob Heinsoo）はアメリカの卓上ゲームデザイナーである。彼は1994年からプロフェッショナルにロールプレイングゲーム、カードゲーム、そしてボードゲームをデザインまたは寄稿している。彼はまたミニチュアゲームやコンピューターゲームにもデザインや貢献している。

## キャリア
ハインソーは1974年、10歳のときにダンジョンズ&ドラゴンズ初版で遊び始めた。ゲームへの関心はSFやファンタジーへの関心を通知し、その逆も同様である。
ウィザーズ・オブ・ザ・コーストにて、ハインソーはダンジョンズ&ドラゴンズゲーム製品の開発にのめり込んだ。彼はユニークなD&Dカードゲームスリードラゴン・アンティのデザイナーを手助けした。他にフォーゴトン・レルムの仕事にはフェイルーンのモンスターソースブックが含まれる。彼はダンジョンズ&ドラゴンズ第4版基本ルールブックのメインデザイナーを務めた。第4版プレイヤーズ・ハンドブックは2009年のオリジン賞ベストロールプレイングゲームにノミネートされた。彼のチームメイトは、第4版チームでの彼の役割を『狂った天才』と呼んだ。彼はまた第3版フォーゴトン・レルムキャンペーン・セッティングの執筆を手助けし、これは2002年にカナダのノンフィクションのベストセラーのトップ50に達したとともに2001年オリジン賞のベストロールプレイングサプリメントに輝いた。彼の本Monster Manual 2（共同執筆者en:Chris Sims）はウォール・ストリート・ジャーナルで2009年のベストセラーになった。
ウィザーズ・オブ・ザ・コーストにいるとき、彼はまたいくつかのミニチュアゲームプロジェクトを指揮または協力した。すぐ次に発売を控えているダンジョンズ&ドラゴンズ ミニチュアゲームにも、彼はリードデザイナーとプロジェクトリーダーを務めた。彼はまたen:Dreambladeの3人のデザイナーのうちの一人となり、2007年のオリジン賞にノミネートされた。
ロブ・ハインソーはまたen:Alarums and Excursionsに協力している。

## テーブルトークRPG
- Nexus: the Infinite City (1994) (Lead Editor, Writer)
- Back for Seconds (1996) (Co-Editor)
- Marked for Death (1996) (Co-Editor)
- Feng Shui: Hong Kong Action Movie Roleplay (1996) (Co-Editor)

### ダンジョンズ&ドラゴンズ第3版
- Creatures of Faerun (2000) (Co-Designer)
- Forgotten Realms Campaign Setting (2001) (Co- Author)

### ダンジョンズ&ドラゴンズ第4版
- ダンジョンズ&ドラゴンズ第4版 (2008) (Lead Designer)
- プレイヤーズ・ハンドブック (2008) (Lead Designer)
- D&Dエッセンシャルズ：ルールズ・コンペンディウム (2010) (Lead Designer)
- The Plane Above (August 2010) (Lead Designer)
- アンダーダーク (2010) (Lead Designer)
- Primal Power (September 2009) (Designer)
- 冒険者の宝物庫2 (2009) (Lead Designer)
- モンスターマニュアル2 (2009) (Lead Designer)
- Divine Power (2009) (Lead Designer)
- フォーゴトン・レルム・プレイヤーズ・ガイド  (2008) (Lead Designer)
- en:Martial Power (2008) (Lead Designer)

## カードゲーム、ボードゲーム
- Surviving On the Edge (1995) (Co-Author)
- Shadowfist (1995) (Lead Playtester, Editor)
  - Netherworld (1996) (Developer, Additional Design)
  - Shadowfist Player’s Guide (1996) (Author)
  - Flashpoint (1997) (Co-designer, Art Direction)
- Legend of the Five Rings Gold Edition (2000)  (Story Lead)
- Football Champions (2001–2004) (Designer, seven sets)
- スリードラゴン・アンティ (2005) (Designer)
- イン・ファイティング (2007) (Designer)
- キャッスル・レイヴンロフト (2010) (Additional Design)
- Three-Dragon Ante: Emperor’s Gambit (2010) (Designer)
- Epic Spell Wars of the Battle Wizards: Duel at Mount Skullzfyre (2012) (Game Design)

## ミニチュアゲーム
- Chainmail (2002) (Co-Designer)
  - Sets 1-4 (2002–2003) (Co-Designer, Developer)
- D&Dミニチュアセット1-9（ハービンジャー、ドラゴンアイ、アークフィーンド、ジャイアント・オブ・レジェンド、アベレーション、デスネル、エンジェルファイアー、アンダーダーク、ウォードラム）(2003–2006) (Designer)
- Dungeons & Dragons Miniatures (2003) (Lead Designer)
- Dreamblade (2006) (Co-designer)

## コンピューターゲーム
- King of Dragon Pass (1999) (Lead Q&A, Additional Design, Manual)